# Christian Borle
Christian Borle (Pittsburgh; 1 de octubre de 1973) es un actor de teatro, televisión y cine estadounidense. Ha ganado dos premios Tony por sus papeles de Black Stache en Peter and the Starcatcher y de William Shakespeare en Something Rotten!. Borle interpretó el papel original de Emmett en el musical de Broadway, Legally Blonde, y protagonizó el reestreno de Falsettos de 2016 en el papel de Marvin.

## Vida y carrera
Borle nació y se crio en Pittsburgh, Pensilvania, hijo de André Bernard Borle. Asistió a la Escuela de Drama de la Universidad Carnegie Mellon, donde se graduó en 1995. En 1998, Borle fue elegido como Willard Hewitt en la primera gira nacional de Footloose, haciendo también su debut en Broadway. En 2007, protagonizó y dio vida al papel de Emmett Forrest en el musical de Broadway Legally Blonde, por la que fue nominado en los premios Tony en la categoría mejor actor de reparto en un musical.
Fue presentado en los Encores! Organizó versión de concierto de “On the Town” como Ozzie, que se ejecuta en noviembre de 2008. 
Posteriormente apareció en un taller de producción de una nueva obra titulada “Peter y el Starcatcher” en 2009. Interpretó en Bert la producción de Broadway “Mary Poppins” , en sustitución de Adam Fiorentino en el papel el 12 de octubre de 2009 y luego dejó el papel en 15 de julio de 2010.
En 2010, apareció en “The Bounty Hunter” , en donde interpretó a un  “caddy” de golf. 
En el otoño de 2010 / Invierno 2011, Borle desempeñó el papel de Prior Walter en Signature Theatre Company 'producción de s 20 aniversario de Tony Kushner ' s “Angels in America”.
El 25 de febrero de 2011, se anunció que se había unido a Borle nuevo piloto de NBC “Smash”, de Steven Spielberg con Debra Messing , Anjelica Huston , Katharine McPhee , Brian d'Arcy James , y Megan Hilty. La serie sigue a diferentes personajes que se unen para crear un musical sobre Marilyn Monroe (llamado “Bombshell” ) en Broadway. En mayo de 2011, se informó de que la NBC había recogió el show como una serie para el temporada 2011-2012.En marzo de 2012, la NBC anunció que la renovaría para una segunda temporada con 15 episodios más.
Borle era un miembro del reparto original de las producciones regionales y Off-Broadway de “Peter y el Starcatcher” que funcionó hasta el 24 de abril de 2011. Se repitió el papel de Blackstache en Broadway en 2012 abril, donde su actuación le valió su segunda nominación al Premio Tony y la primera victoria al “Mejor Actor de reparto”. Terminó su etapa en la producción de “Peter y el Starcatcher” el 30 de junio de 2012, para tomar un descanso antes de grabar para “Smash” comenzando en agosto de 2012 .
Borle interpretó a Max Dettweiler en “The Sound of Music Live!” que se emitió el 5 de diciembre de 2013. También tuvo los papeles de “El señor Darling” y el “Sr. Smee” en “Peter Pan, Live!”, que se emitió el 4 de diciembre de 2014. 
En 2015 ganó el Premio Tony a la “Mejor actuación de reparto” en el musical “Something Rotten”, que se abrió sus previews en el St. James Theatre el 23 de marzo de 2015, y una abertura oficial en abril, y ganó el título el 7 de junio de 2015.
El 31 de marzo de 2016, se anunció que Borle interpretaría a Marvin en la próxima versión de Broadway de “Falsettos” dirigida por James Lapine. A él se unieron, Andrew Rannells y Stephanie J. Block que interpretarían a Whizzer y Trina, respectivamente.
A partir del 9 de mayo de 2016 se anunció que Borle interpretaría a Willy Wonka en la producción de Broadway de Roald Dahl “Charlie y la fábrica de chocolate” en el Teatro Lunt-Fontanne de marzo de 2017.
Se anunció un álbum de reparto el 21 de marzo de 2017. Su último espectáculo se realizó el 14 de enero de 2018.
Borle también apareció con su exesposa Sutton Foster, en “Gilmore Girls: A Year in Life”. Sus talentos musicales se usaron en el Episodio 3 para el musical Star's Hollow, que recorrió la historia de la pequeña ciudad. Los dos habían "encontrado a Gilmore Girls juntos y se convirtieron en fans del show mucho antes de que se hablara de un renacimiento. Para ambos actores, ser parte del mundo de Stars Hollow fue una experiencia especial porque ya amaban el show antes de involucrarse en él."
Borle hizo su debut como director con “Popcorn Falls”, que se estrenó en el Riverbank Theatre de Marine City, Michigan. El espectáculo se representó del 18 al 27 de agosto de 2017. Fue un éxito tan inesperado que el teatro tuvo que añadir más funciones para satisfacer la demanda.
En marzo de 2018 se anunció que Borle se reuniría de nuevo con Sutton Foster, esta vez para dos episodios de su programa de televisión Younger como periodista llamado Don Ridley. También fue anunciado como protagonista en la producción de “Encores! de Me and My Girl”, junto a la ex co-protagonista de Mary Poppins Laura Michelle Kelly.
En julio de 2019, se anunció que Borle protagonizaría como Orin Scrivello en el remake off-Broadway de “Little Shop of Horrors”, que comenzó las previews en el Westside Theatre el 17 de septiembre de 2019 con una inauguración oficial del 17 de octubre. El 14 de octubre de 2023 se confirmó que sería parte del elenco de la serie para adultos Hazbin Hotel, participando como Vox.